# Sarasambo
Sarasambo is een plaats en commune in het zuiden van Madagaskar, behorend tot het district Tôlanaro, dat gelegen is in de regio Anosy. Tijdens een volkstelling in 2001 telde de plaats 8.952 inwoners.
De plaats biedt alleen lager onderwijs aan. 65% van de bevolking werkt er als landbouwer, 5% houdt zich bezig met veeteelt en 25% verdient zijn brood als visser. Het belangrijkste landbouwproduct is rijst, andere belangrijke producten zijn pinda's en maniok. Verder is 5% actief in de dienstensector.